# Otvoreno prvenstvo Argentine u polu
Otvoreno prvenstvo Argentine u polu (špa. Campeonato Argentino Abierto de Polo) je najvažnije međunarodno klupsko natjecanje u športu polu.
Natjecanja se održavaju svake godine od 1893. na igralištu Campo Argentino de Polo u barriu Buenos Airesa Palermu.
Prije se zvalo River Plate Polo Championship u razdoblju od 1893. do 1923., i kao kod druga dva velika polo natjecanja u Argentini (Campeonato Abierto de Hurlingham pri Hurlingham Clubu i Campeonato Abierto del Tortugas Country Club), hendikep sastava mora biti između 28 i 40 golova.
Ovo natjecanje organizira Asociación Argentina de Polo (Argentinski polo savez).

## Osvajači
| Godina | Pobjednik                    | Postava |
| 2007.  | LA DOLFINA JAEGER LE COULTRE | Adolfo Cambiaso (h), Lucas Monteverde (h), Mariano Aguerre, Bartolomé Castagnola                           |
| 2006.  | LA DOLFINA SHOWMATCH         | Adolfo Cambiaso (h), Lucas Monteverde (h), Mariano Aguerre, Bartolomé Castagnola                           |
| 2005.  | LA DOLFINA SHOWMATCH         | Adolfo Cambiaso (h), Lucas Monteverde (h), Mariano Aguerre, Bartolomé Castagnola                           |
| 2004.  | INDIOS CHAPALEUFU II         | Alberto Heguy (h), Ignacio Heguy, Milo Fernández Araujo, Eduardo Heguy                                     |
| 2003.  | LA AGUADA PASSAT             | Javier Novillo Astrada, Eduardo Novillo Astrada (h), Miguel Novillo Astrada e Ignacio Novillo Astrada      |
| 2002.  | LA DOLFINA KING POWER        | Adolfo Cambiaso (h), Sebastián Merlos, Juan Ignacio Merlos                                                 |
| 2001.  | INDIOS CHAPALEUFU            | Bautista Heguy, Mariano Aguerre, Marcos Heguy, Horacio Heguy(h)                                            |
| 2000.  | INDIOS CHAPALEUFU II         | Alberto Heguy (h), Ignacio Heguy, Milo Fernández Araujo, Eduardo Heguy                                     |
| 1999.  | INDIOS CHAPALEUFU II         | Alberto Heguy (h), Ignacio Heguy, Milo Fernández Araujo, Eduardo Heguy                                     |
| 1998.  | ELLERSTINA                   | Adolfo Cambiaso (h), Mariano Aguerre, Gonzalo Pieres, Bartolomé Castagnola                                 |
| 1997.  | ELLERSTINA                   | Adolfo Cambiaso (h), Mariano Aguerre, Gonzalo Pieres, Bartolomé Castagnola                                 |
| 1996.  | INDIOS CHAPALEUFU II         | Alberto Heguy (h), Ignacio Heguy, Alejandro Díaz Alberdi, Eduardo Heguy                                    |
| 1995.  | INDIOS CHAPALEUFU I          | Bautista Heguy, Gonzalo Heguy, Horacio Heguy (h), Marcos Heguy                                             |
| 1994.  | ELLERSTINA                   | Adolfo Cambiaso (h), Mariano Aguerre, Gonzalo Pieres, Carlos Gracida                                       |
| 1993.  | INDIOS CHAPALEUFU I          | Bautista Heguy, Gonzalo Heguy, Horacio Heguy (h), Marcos Heguy                                             |
| 1992.  | INDIOS CHAPALEUFU I          | Bautista Heguy, Gonzalo Heguy, Horacio Heguy (h), Marcos Heguy                                             |
| 1991.  | INDIOS CHAPALEUFU I          | Bautista Heguy, Gonzalo Heguy, Horacio Heguy (h), Marcos Heguy                                             |
| 1990.  | LA ESPADANA                  | Carlos Gracida, Alfonso Pieres, Gonzalo Pieres, Ernesto Trotz (h)                                          |
| 1989.  | LA ESPADANA                  | Carlos Gracida, Alfonso Pieres, Gonzalo Pieres, Ernesto Trotz (h)                                          |
| 1988.  | LA ESPADANA                  | Carlos Gracida, Alfonso Pieres, Gonzalo Pieres, Ernesto Trotz (h)                                          |
| 1987.  | LA ESPADANA                  | Carlos Gracida, Alfonso Pieres, Gonzalo Pieres, Ernesto Trotz (h)                                          |
| 1986.  | INDIOS CHAPALEUFU            | Marcos Heguy, Gonzalo Heguy, Horacio Heguy (h), Alejandro Garrahan                                         |
| 1986.  | LA ESPADANA (MAYO)           | Antonio Herrera, Alfonso Pieres, Gonzalo Pieres, Ernesto Trorz (h)                                         |
| 1985.  | --                           | Nije se moglo završiti zbog pojave epizootične bolesti                                                     |
| 1984.  | LA ESPADANA                  | Juan M. Zavaleta, Alfonso Pieres, Gonzalo Pieres, Ernesto Trotz (h)                                        |
| 1983.  | CORONEL SUAREZ II            | Benjamín Araya, Juan Badiola, Daniel González, Horacio Araya                                               |
| 1982.  | SANTA ANA                    | Gastón R. Dorignac, Héctor Merlos Guillermo Gracida (h), Francisco E. Dorignac                             |
| 1981.  | CORONEL SUAREZ               | Benjamín Araya, Alberto P. Heguy, Alfredo Harriott, Celestino Garrós                                       |
| 1980.  | CORONEL SUAREZ               | Benjamín Araya, Alberto P. Heguy, Alfredo Harriott, C. Garrós (Horacio Heguy)                              |
| 1979   | CORONEL SUAREZ               | Alberto P. Heguy, Horacio A. Heguy, Juan Carlos Harriott (h), Alfredo Harriott                             |
| 1978.  | CORONEL SUAREZ               | Alberto P. Heguy, Horacio A. Heguy, Juan Carlos Harriott (h), Alfredo Harriott                             |
| 1977.  | CORONEL SUAREZ               | Alberto P. Heguy, Horacio A. Heguy, Juan Carlos Harriott (h), Alfredo Harriott                             |
| 1976.  | CORONEL SUAREZ               | Alberto P. Heguy, Horacio A. Heguy, Juan Carlos Harriott (h), Alfredo Harriott                             |
| 1975.  | CORONEL SUAREZ               | Alberto P. Heguy, Horacio A. Heguy, Juan Carlos Harriott (h), Alfredo Harriott                             |
| 1974.  | CORONEL SUAREZ               | Alberto P. Heguy, Horacio A. Heguy, Juan Carlos Harriott (h), Alfredo Harriott                             |
| 1973.  | SANTA ANA                    | Gastón R. Dorignac, Héctor Merlos, Daniel González, Francisco Dorignac                                     |
| 1972.  | CORONEL SUAREZ               | Alberto P. Heguy, Horacio A. Heguy, Juan Carlos Harriott (h), Alfredo Harriott                             |
| 1971.  | SANTA ANA                    | Teófilo V. Bordeau, Gastón Dorignac, Daniel González, Francisco Dorignac                                   |
| 1970.  | CORONEL SUAREZ               | Alberto P. Heguy, Horacio A. Heguy, Juan Carlos Harriott (h), Alfredo Harriott                             |
| 1969.  | CORONEL SUAREZ               | Alberto P. Heguy, Horacio A. Heguy, Juan Carlos Harriott (h), Alfredo Harriott                             |
| 1968.  | CORONEL SUAREZ               | Alberto P. Heguy, Horacio A. Heguy, Juan Carlos Harriott (h), Alfredo Harriott                             |
| 1967.  | CORONEL SUAREZ               | Alberto P. Heguy, Horacio A. Heguy, Juan Carlos Harriott (h), Alfredo Harriott                             |
| 1966.  | CORONEL SUAREZ               | Alberto P. Heguy (William Linfoot), Horacio A. Heguy, Juan Carlos Harriott (h), Daniel González            |
| 1965.  | CORONEL SUAREZ               | Alberto P. Heguy, Horacio A. Heguy, Juan Carlos Harriott (h), Daniel González                              |
| 1964.  | CORONEL SUAREZ               | Alberto P. Heguy, Horacio A. Heguy, Juan Carlos Harriot (h), Juan Carlos Harriott (Carlos Torres Zavaleta) |
| 1963.  | CORONEL SUAREZ               | Alberto P. Heguy, Horacio A. Heguy, Juan Carlos Harriott (h),, Juan Carlos Harriott                        |
| 1962.  | CORONEL SUAREZ               | Horacio A. Heguy, Daniel González, Juan Carlos Harriott (h), Juan Carlos Harriott                          |
| 1961.  | CORONEL SUAREZ               | Horacio A. Heguy, Daniel González, Juan Carlos Harriott (h), Juan Carlos Harriott                          |
| 1960.  | EL TREBOL                    | Horacio Castilla, Teófilo V. Bordeau, Carlos de la Serna, Carlos E. Menditeguy                             |
| 1959.  | CORONEL SUAREZ               | Horacio A. Heguy, Juan Carlos Harriott (h), Luis A. Lalor, Juan Carlos Harriott                            |
| 1958.  | CORONEL SUAREZ- LOS INDIOS   | Horacio A. Heguy, Juan Carlos Harriott (h), Antonio Heguy, Juan Carlos Harriott                            |
| 1957.  | CORONEL SUAREZ               | Bertil Andino Grahn, Juan Carlos Harriott (h), Enrique J. Alberdi, Juan Carlos Harriott                    |
| 1956.  | EL TREBOL                    | Eduardo A. Bullrich, Julio Menditeguy, Roberto Skene, Carlos E. Menditeguy                                 |
| 1955.  | VENADO TUERTO                | Juan L. Cavanagh, Roberto Cavanagh, Enrique J. Alberdi, Juan C. Alberdi                                    |
| 1954.  | EL TREBOL                    | Nicolás Ruiz Guinazú, Roberto Skene, Carlos E. Menditeguy, Eduardo A. Bullrich                             |
| 1953.  | CORONEL SUAREZ               | Ernesto J. Lalor, Francisco Reyes Carrere, Enrique J. Alberdi, Juan C. Alberdi                             |
| 1952.  | CORONEL SUAREZ               | Ruben Fernández Sarraúa, Francisco Reyes Carrere, Enrique J. Alberdi, Juan Carlos Harriott                 |
| 1951.  | LOS PINGÜINOS                | Luis J. Duggan, Iván M. Mihanovich, Gabriel Capdepont, Mariano Gutiérrez Achaval                           |
| 1950.  | VENADO TUERTO                | Juan L. Cavanagh, Roberto Cavanagh, Enrique J. Alberdi, Juan C. Alberdi                                    |
| 1949.  | VENADO TUERTO                | Juan L. Cavanagh, Roberto Cavanagh, Enrique J. Alberdi, Juan C. Alberdi                                    |
| 1948.  | VENADO TUERTO                | Juan L. Cavanagh, Roberto Cavanagh, Enrique J. Alberdi, Juan C. Alberdi                                    |
| 1947.  | VENADO TUERTO                | Juan L. Cavanagh, Roberto Cavanagh, Enrique J. Alberdi, Juan C. Alberdi                                    |
| 1946.  | VENADO TUERTO                | Juan L. Cavanagh, Roberto Cavanagh, Enrique J. Alberdi, Juan C. Alberdi                                    |
| 1945.  | --                           | Nije održano zbog Drugog svjetskog rata.                                                                   |
| 1944.  | VENADO TUERTO                | Juan L. Cavanagh, Roberto Cavanagh, Enrique J. Alberdi, Juan C. Alberdi                                    |
| 1943.  | EL TREBOL                    | Luis J. Duggan, Julio M. Menditeguy, Heriberto Duggan, Carlos M. Menditeguy                                |
| 1942.  | EL TREBOL                    | Luis J. Duggan, Julio M. Menditeguy, Heriberto Duggan, Carlos M. Menditeguy                                |
| 1941.  | EL TREBOL                    | Luis J. Duggan, Julio M. Menditeguy, Heriberto Duggan, Carlos M. Menditeguy                                |
| 1940.  | EL TREBOL                    | Luis J. Duggan, Julio M. Menditeguy, Heriberto Duggan, Carlos M. Menditeguy                                |
| 1939.  | EL TREBOL                    | Luis J. Duggan, Heriberto Duggan, Enrique Duggan, Manuel Andrada                                           |
| 1938 . | LOS INDIOS                   | Audilio Bonadeo Ayrolo, Juan Rodríguez, Andrés Gazzotti, Manuel Andrada                                    |
| 1937.  | HURLINGHAM                   | Eduardo Rojas Lanusse, Juan D. Nelson, Roberto Cavanagh, Luis L. Lacey                                     |
| 1936.  | SANTA PAULA                  | Juan J. Reynal, Matías Casares, José C. Reynal, Ricardo S. Santamarina                                     |
| 1935.  | TORTUGAS                     | Juan C. Alberdi, Mario Inchauspe, Enrique J. Alberdi, Manuel Andrada                                       |
| 1934.  | CORONEL SUAREZ               | Ricardo E. Garrós, Eduardo E. Garrós, Enrique J. Alberdi, Juan C. Alberdi                                  |
| 1933.  | SANTA PAULA                  | Juan J. Reynal, Martín J. Reynal, José C. Reynal, Manuel Andrada                                           |
| 1932.  | MEADOW BROOK                 | Michael G. Phipps, Ewinston F.C. Guest, Elmer J. Boeseke Jr., William H. Post                              |
| 1931.  | LA RINCONADA                 | Audilio Bonadeo Ayrolo, Martín J. Reynal, José C. Reynal, Manuel Andrada                                   |
| 1930.  | SANTA PAULA                  | Alfredo J. Harrington, Juan J. Reynal, José C. Reynal, Manuel Andrada                                      |
| 1929.  | HURLINGHAM                   | Arturo J. Kenny, Juan D. Nelson, Enrique Padilla, Luis L. Lacey                                            |
| 1928.  | SANTA INES                   | Daniel Kearney, Guillermo Brooke Naylor, K. Reynolds (F.Watson), Juan Kearney                              |
| 1927.  | HURLINGHAM                   | Arturo J. Kenny, Juan D. Nelson, Julio Negron, Luis L. Lacey                                               |
| 1926.  | HURLINGHAM                   | Francisco Cevallos, Ramón Videla Dorna, Justo J. Galarreta, Enrique E. Padilla                             |
| 1925.  | HURLINGHAM                   | Arturo J. Kenny, Juan D. Nelson, E. Leonardo Lacey, Luis L. Lacey                                          |
| 1924.  | SANTA INES                   | Daniel M. Kearney, Carlos N. Land, Guillermo Brooke Naylor, Juan Kearney                                   |
| 1923.  | LAS ROSAS                    | Juan B. Miles, Juan D. Nelson, E. Leonardo Lacey, Luis L. Lacey                                            |
| 1922.  | SANTA INES                   | Daniel M. Kearney, Carlos N. Land, Guillermo Brooke Naylor, Juan Kearney                                   |
| 1921.  | HURLINGHAM                   | Arturo J. Kenny, Juan D. Nelson, Julio Negron, Luis L. Lacey                                               |
| 1920.  | HURLINGHAM                   | Arturo J. Kenny, Juan D. Nelson, Julio Negron, Luis L. Lacey                                               |
| 1919.  | LAS ROSAS                    | W. A. Benítz, Juan B. Miles, David B. Miles, Carlos N. Land                                                |
| 1918.  | HURLINGHAM                   | Jorge H. Roberts, C. Crawford Smith, Julio Negron, Juan A. E. Traill                                       |
| 1917.  | NORTH SANTA FE               | Juan B. Miles, David B. Miles, Carlos N. Land, Juan A. E. Traill                                           |
| 1916.  | NORTH SANTA FE               | Juan B. Miles, David B. Miles, Carlos N. Land, Juan A. E. Traill                                           |
| 1915.  | PALOMAR                      | Lindsay R. S. Holway, Samuel A. Casares, Carlos F. Lacey, Luis L. Lacey                                    |
| 1914.  | --                           | Nije održano zbog Prvog svjetskog rata.                                                                    |
| 1913.  | NORTH SANTA FE               | Eduardo Traill, L. A. Lynch Staunton, Roberto W. Traill, Juan A. E. Traill                                 |
| 1912.  | NORTH SANTA FE               | Geoffrey C. Francés,L. A. Lynch Staunton, Roberto W. Traill, Juan A. E. Traill                             |
| 1911.  | NORTH SANTA FE               | Geoffrey C. Francés,L. A. Lynch Staunton, Roberto W. Traill, Juan A. E. Traill                             |
| 1910.  | LAS ROSAS                    | Carlos A. M. Watts, Roberto G. Best, Juan A.E.Traill, E. de Galiani                                        |
| 1909.  | WESTERN CAMPS                | Juan A. Campbell, Ricardo Leard, H. Drysdale, Eduardo Lucero                                               |
| 1908.  | NORTH SANTA FE               | José E. Traill, Juan A. E. Traill, Roberto W. Traill, Eduardo Traill                                       |
| 1907.  | WESTERN CAMPS                | Juan A. Campbell, Ricardo Leard, H. Drysdale, Eduardo Lucero                                               |
| 1906.  | NORTH SANTA FE               | José E. Traill, Juan A. E. Traill, Roberto W. Traill, José González                                        |
| 1905.  | HURLINGHAM                   | E.C. Robson, T. Scott-Robson, Hugo Scott-Robson, B. Bedford                                                |
| 1904   | NORTH SANTA FE               | José E. Traill, Eduardo Traill, Juan A. E. Traill, Roberto W. Traill                                       |
| 1903.  | HURLINGHAM                   | Francisco J. Balfour, G. E. P. Robson, T.Scott-Robson, Hugo Scott- Robson                                  |
| 1902.  | HURLINGHAM                   | Francisco J. Balfour, E. C. Robson, T. Scott-Robson, B. Bedford                                            |
| 1901.  | SAN CARLOS                   | Gastón Peers, Percy Talbot, J.Carrizo, Roque Fredes                                                        |
| 1900.  | LA VICTORIA                  | Mangus Fea, Frank E. Kinchant, J. Luard Bury, W. Hinchliff                                                 |
| 1899.  | HURLINGHAM                   | Francisco J. Balfour, F. J. Bennet, T. Scott-Robson, Hugo Scott-Robson                                     |
| 1898.  | THE CASUALS                  | Frank B. Hinchliff, Eduardo Traill, Roberto W.Traill, F. S. Robinson                                       |
| 1897.  | HURLINGHAM                   | M. Finlayson, Frank Furber, E. Follet Holt, Hugo Scott-Robson                                              |
| 1896.  | LAS PETACAS                  | Sixto Martínez, José Martínez, Frank C. Kinchant, Francisco Benítez                                        |
| 1895.  | THE CASUALS                  | E. Follet Holt, C. J. Tetley, R. Scott Moncrieff, Percy Talbot                                             |
| 1895.  | LAS PETACAS                  | Sixto Martínez, José Martínez, Frank E. Kinchant, Francisco Benítez                                        |
| 1894.  | FLORES                       | J. Bennett, F. J. Bennett, T. Scott-Robson, Hugo Scott-Robson                                              |
| 1894.  | THE CASUALS                  | E. Follet Holt, R. Mc Smyth, Percy Talbot, F.S. Robinson                                                   |
| 1893.  | HURLINGHAM                   | Francisco J. Balfour, Frank Furber, C. J. Tetley, Hugo Scott-Robson                                        |